# معالج AMD Istanbul
معالج AMD Istanbul هو أحد معالجات الحاسوب من إنتاج شركة انتل. إن كل معالجات الـ أدفانسد مايكرو دفايسز هي مستنسخة، عند الأخذ بعين الاعتبار تصميم وهيكلة مجموعة تعليمات معالجات الـ Intel’s x86.
و النواة السداسية الأوبترون المتغيرة، والتي تدعى (Istanbul) ليست استثناءً.
و التي أصبحت متاحة في حزيران من العام 2009، وذلك قبل عدة شهور من وقت إصدارها الأصلي.
إنها تقريباً من جميع النواحي، شبيهة بمعالج شنغهاي(الأقدم منها) ذو الـ 4 نوى، مع نفس الميزة بالحجم وهو 45 nm (نانومتر).
إن معالج الأوبترون متعدد النوى هو شائع الاستعمال في الـ Clusters.
بالإضافة إلى ذلك، إن معالج الأوبترون يستخدم أيضاً في أنظمة الكمبيوترات السائلة ومعالج cray.
إن بنية النوى لم تتغير على الإطلاق، ولكن الرقاقة الإلكترونية الآن أصبحت تحتوي 6 نوى.
تحتوي ذاكرة L3 cache سعتها هي 6 MB (الأمر نفسه في معالج شنغهاي ذو 4 نوى) وهي مشتركة بين النوى الـ6 جميعها، يوجد عارضة (crossBar) تصل بين النوى (نوع من الشبكات)، نظام يتطلب واجهة، متحكم بالذاكرة، و3 وصلات عالية النقل (نقل فائق) (Hypertransport) من أجل عرض حزمة إجمالي 57.6 GB/s وتردد مقداره 2.4 GHz.
إن مخطط الرقاقة الإلكترونية موضح في الرابط التالي:
Block diagram of an AMD Istanbul processor core
على سطحها يوجد معالج Istanbul والذي هو معالج ذو 6 نوى مطور عن معالج شنغهاي، ولكن ذلك ليس صحيحاً بالكامل.
حيث أنه يوجد اختلافان اثنان عند الأخذ بعين الاعتبار معالج شنغهاي:

## الاختلافات بين معالجي شنغهاي وIstanbul
1.	إن تردد الساعة للنقل الفائق (Hypertransport) أصبح الآن مستقلاً عن تردد الساعة عند النواة والذاكرة، على سبيل المثال، في الأوبترون 2435 إن دور ساعة النواة هو 2.6 GHz، وسرعة الذاكرة L3 cache هي 2.2 GHz، وسرعة النقل الفائق هي 2.9 GHz.
إن تردد الساعة للنواة أقل من تردد الساعة عند نواة معالج شنغهاي، والذي هو 2.9 GHz.
و هذا يعود إلى إنتاج الحرارة والذي يبقى ضمن حدود مسيطر عليها بهذه الطريقة.
2.	إضافة تابع HT Assist، والذي يأخذ حجماً مقداره 1MB من ذاكرة L3 cache والذي يحوي موقع وحالة أسطر ذاكرة cache المستخدمة على الرقاقة.
بهذه الطريقة عندما يطرأ تعديل أو تغيير على حالة متحولات ذاكرة cache، لا يلزم ذلك إعلام بقية النوى بذلك التغيير، ولكن فقط ببساطة يمكن قراءة هذا الجزء(HT Assist) من الـ L3 cache، وهذا يؤدي بالتالي إلى تخفيض الازدحام عند ألياف الترابط بشكل ملحوظ.
هذا التكوين في الحقيقة هو تطبيق لبرتوكول اتساق الخابيات..
إن التجارب التي أجريت على معالج شنغهاي أظهرت أن HT Assist يمكن أن تكون مفيدة جداً وذلك بفضل عرض الحزمة الواسع من أجل نقل المعاملات.
على الرغم من أنها تستخدم مجموعة تعليمات x86، فإن معالجات AMD يمكن أن تعتبر كمعالجات RISC تامة، وتدعم التنفيذ غير المرتب، تمتلك عدة وحدات فاصلة عائمة، كما يكمن أن تصدر 9 تعليمات بشكل آني.
الست نوى الموجودة على الرقاقة مرتبطة بواسطة (croosBar) والتي ترتبط أيضاً مع متحكم الذاكرة وإلى المعالجات الأخرى (إن وجدت) عن طريق النقل الفائق (HyperTrasport).
الشكل يوضح أيضاً أن النواة تحوي 3 أزواج من وحدات التنفيذ للأعداد الصحيحة ووحدات توليد العناوين، ولاتي تقوم عن طريق 32 مدخل للأعداد الصحيحة بالقيام بالعمليات الحسابية للأعداد الصحيحة، وحساب العناوين أيضاً.
بالإضافة إلى ذلك، تم إضافة جزء عتادي (غير مذكور في الشكل السابق) يدعى sideband stack optimiser والذي يقوم بالتحكم بالمكدس في مجرى التعليمات، مما يحسن من الكفاءة عند إعادة طلب التعليمة مجدداً، وذلك يزيد من عدد التعليمات في الدور الواحد.
إن وحدات الفاصلة العائمة تسمح بالتنفيذ غير المرتب للتعليمات عن طريق مكدس وحدة الفاصلة العائمة (FPU Stack)و وحدة إعادة التسمية(Rename unit).
و التي تستقبل تعليمات الفاصلة العائمة من مخزن إعادة الترتيب (Reorder Buffer) وتعيد ترتيبهم إن دعت الحاجة قبل تسليمهم إلى وحدات الفاصلة العائمة.
المرجع
إن ذاكرة L3 cache ذات الحجم 6 MB مشتركة بين النوى الست، ولكن لكل نواة يوجد ذاكرة خابية L2 cache ذات حجم 512 KB والتي تأتي إما DDR2 أو DDR3 وذلك حسب وحدة المعالجة المركزية CPU.
المرجع
حتى مع الاتصال المباشر بين المعالجات، فإن هذا المعالج يقلص بنسبة ضخمة من الازدحام على المساري وبالتالي سرعة أكبر.
المرجع
إن معالج Istanbul الذي تنتجه شركة AMD يرفع من سقف المنافسة مع المعالجات الأخرى، من خلال تأدية ما هو مطلوب مع استهلاك طاقة منخفض، وبدون التضحية بأي من الإمكانات كما فعلت Intel مع معالجها Xeon

## مميزات معالجات Istanbul
1.أكثر مرونة: إن المخدمات تحتاج إلى مساحة. مراكز لتخزين المعطيات، أو حتى غرف تسمى غرف المخدمات للمؤسسات الصغيرة، إذاً تحتل كمية لا بأس بها من العقارات، لذلك فإن استخدام معالج ذو 6 نوى يسمح للأعمال التجارية بالحصول على نفس سعة المخدم السابقة، ولكن مع 6/1 من الحجم الفيزيائي للمخدمات.
و هذا يعني أيضاً تخفيض بنسبة 80% من مساحة العقارات المخصصة لاحتواء المخدمات.
2. أكثر توفيراً: على افتراض أن مراكز تخزين المعطيات أو غرف المخدمات موجودة بشكل مسبق، فإن استخدام عدد أقل من المخدمات لن يقلل من مساحة الغرفة أو يصغر حجمها، ولكن عند النظر إلى الأمر من الجهة المعاكسة يصبح الوضع أفضل، فإن استخدام معالج ذو 6 نوى في نفس المساحة الفيزيائية السابقة، يسمح للأعمال التجارية بالحصول على 6 أضعاف من سعة المعالجة باستخدام نفس مساحة العقارات والعتاد.
3. صديق البيئة: إن هذا المعالج ذو الـ 6 نوى، يستهلك حوالي 40 watt لكل نواة، وبالتالي ينفذ نفس المعالجة ولكن مع توفير 30% من استهلاك الطاقة.
إن استهلاك الطاقة المنخفض يؤدي أيضاُ إلى انتج حرارة أخفض مما سبق، مما يعني بدوره أن تبريد غرفة المخدمات قد أصبح منخفضاً أيضاُ.
4.رخيص: هذا العامل هو عبارة عن مجموع العوامل الأخرى، ففي نهاية الأمر، الشركات يمكنها الحصول على 6 أضعاف قوة المعالجة في المساحة الفيزيائية الكافية لمعالج واحد، بإمكاننا فعل ذلك بالإضافة غلى تخفيض الاستهلاك بمقدار 30%، وتقليص الحاجة للتبريد، والتي توفر بالنهاية في فاتورة الكهرباء.
المرجع

## بعض المعلومات السريعة عن معالج Istanbul
| Power | Frequency | Models                  |
| ----- | --------- | ----------------------- |
| 75W   | 2.6 GHz   | AMD Opteron™ Model 8435 |
| 75W   | 2.4 GHz   | AMD Opteron™ Model 8431 |
| 75W   | 2.6 GHz   | AMD Opteron™ Model 2435 |
| 75W   | 2.4 GHz   | AMD Opteron™ Model 2431 |
| 75W   | 2.2 GHz   | AMD Opteron™ Model 2427 |

عدد الترانزستورات : 904 مليون
المصنع : GLOBALFOUNDRIES، درسدن، ألمانيا
التقنية المستخدمة : 45 نانومتر، SOI (silicon-on-insulator) technology، تقنية السلكون على عازل.

## حجم الذواكر الخابية
L1: 64 KB للمعطيات + 64 KB للتعليمات لكل نواة
L2: 512 KB لكل نواة
L3: 6 MB مشتركة لجميع النوى